# Madhavi

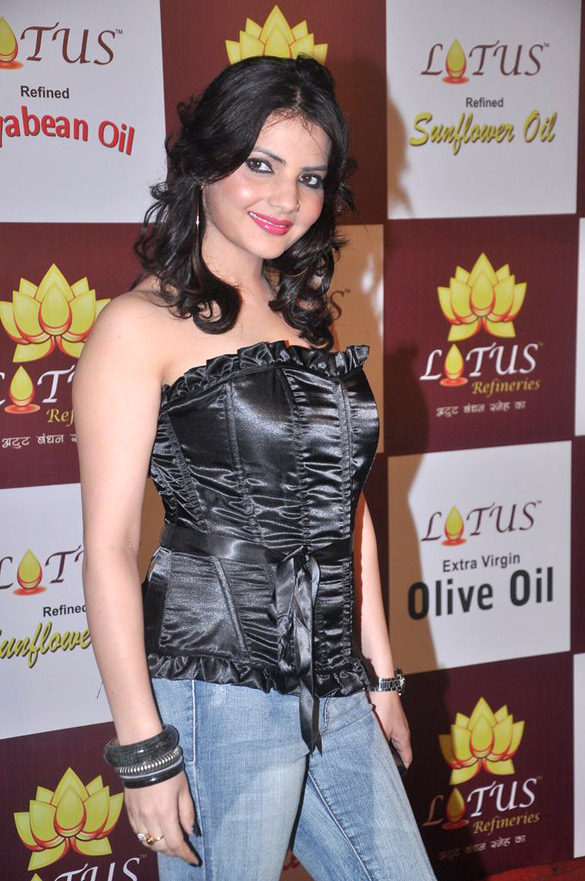
Madhavi nel 2012

Madhavi, pseudonimo di Kanaka Vijayalakshmi (14 settembre 1962), è un'attrice indiana.

## Filmografia parziale
- Ek Duuje Ke Liye, regia di K. Balachander (1981)
- Andhaa Kaanoon, regia di T. Rama Rao (1983)
- Loha, regia di Raj N. Sippy (1987)
- Nafrat Ki Aandhi, regia di Mehul Kumar (1989)
- Oru Vadakkan Veeragatha, regia di Hariharan (1989)
- Swarg, regia di David Dhawan (1990)
- Agneepath, regia di Mukul S. Anand (1990)
- Agneekaal, regia di Abbas-Mustan (1990)
- Akashadoothu, regia di Sibi Malayil (1993)